# La Fuerza de la Paz
La Fuerza de la Paz est un mouvement politique libéral de centre à centre gauche fondé en juillet 2021, transformé en parti politique en décembre 2022.
Le mouvement est membre de la coalition du Pacte historique, et obtient 2 parlementaires lors des élections législatives de 2022. Il reprend l'héritage politique du président Juan Manuel Santos et soutient le gouvernement de Gustavo Petro.

## Historique

### Création en juillet 2021
En juillet 2021, le sénateur Roy Barreras (es) annonce la création de son mouvement politique, qui souhaite s'inscrire dans l'héritage politique et pacifiste de Juan Manuel Santos. Le sénateur centriste et libéral fut un proche de l'ancien président durant son mandat et a participé au processus de paix entre le gouvernement et les FARC-EP.
Quelques mois auparavant, la presse révèle que le ralliement de Roy Barreras s'inscrit dans une stratégie du Pacte historique pour amener le centre à aller vers la gauche.
Après le lancement du mouvement, fin juillet, Roy Barreras (es) mène ce rapprochement avec le centre, en participant à une réunion avec Gustavo Petro pour soutenir Luis Fernando Velasco, membre du Parti libéral, qui fait campagne pour être désigné candidat à la présidentielle au nom du Parti libéral et faire alliance avec le Pacte historique.

### Élections législatives de 2022
Roy Barreras, après avoir rejoint le Pacte historique avec son mouvement, a annoncé en mars 2021 qu'il souhaitait être candidat à la primaire du Pacte historique face à Gustavo Petro. Finalement, Barreras abandonne son ambition présidentielle et lors des élections législatives de mars 2022, il est placé cinquième sur la liste sénatoriale du Pacte historique, investi par le parti de l'Alliance démocratique ample,.
Son ancienne épouse et membre du mouvement Gloria Elena Arizabaleta est également investie par l'Alliance démocratique ample, elle est élue représentante pour la circonscription de Valle del Cauca,.

### Création du parti et ralliement au gouvernement de Petro
En décembre 2022, le Conseil national électoral (CNE) officialise la création de La Fuerza de la Paz en tant que parti politique, entrainant une scission au sein de l'Alliance démocratique ample, vivement critiquée par le sénateur et le fondateur du parti Paulino Riascos. Néanmoins, la scission fut en réalité provoquée et la création du parti soumise au CNE par l'Alliance démocratique ample. Lors de la création du parti, Roy Barreras (es) devient président et son ex-femme Gloria Elena Arizabaleta devient vice-présidente. 
Le 21 février 2023, Roy Barreras a tenu une réunion publique, ou ce dernier a présenté pour la première fois son parti, réunissant plusieurs figures de la politique colombienne, surtout libérales. Notamment la présence par une vidéo envoyée de Juan Manuel Santos, dont il se dit être fier de son mandat et idéologie et l'ancien président ayant indiqué à Barreras la nécessité de relancer la « troisième voie ».
Des anciens ministres comme Mauricio Cárdenas, Mauricio Santamaría, Germán Cardona et Griselda Restrep, tous anciens membres du gouvernement de Juan Manuel Santos, étaient présents. Roy Barreras a également annoncé différents candidats du nouveau parti pour les élections d'octobre 2023, beaucoup issus du Parti libéral ou du Parti de la U.
Lors de sa réunion, le président du parti a accentué son discours sur la paix et le soutien aux réformes de Gustavo Petro,. Il affirme également que La Fuerza de la Paz est un parti gouvernemental et nait au sein du Pacte historique,.

## Organisation

### Président
| Nom | Nom | Nom                                                   | Fonction                                                                    |
| --- | --- | ----------------------------------------------------- | --------------------------------------------------------------------------- |
|     |     | Roy Barreras (es) (5 décembre 2022 - 13 juillet 2023) | Ambassadeur de Colombie au Royaume-Uni et ancien sénateur de la République. |
|     |     | Ricardo Castro Iragorri (depuis le 13 juillet 2023)   | Politologue et ancien Directeur de la planification du district de Cali.    |

### Vice-présidente
| Nom | Nom | Nom                                                    | Fonction                                                       |
| --- | --- | ------------------------------------------------------ | -------------------------------------------------------------- |
|     |     | Gloria Arizabaleta (5 décembre 2022 - 22 février 2023) | Représentante avec le Pacte historique et La Fuerza de la Paz. |